# Mount Frontz
Mount Frontz är ett berg i Antarktis. Det ligger i Västantarktis. Inget land gör anspråk på området. Toppen på Mount Frontz är 2 010 meter över havet.
Terrängen runt Mount Frontz är platt åt sydväst, men åt nordost är den kuperad. Trakten är obefolkad. Det finns inga samhällen i närheten.